# Розори сусіда
В економіці, політика «розори сусіда» або «зроби сусіда жебраком» (англ. beggar-thy-neighbour) — це економічна політика, за допомогою якої одна країна намагається розв'язати економічні проблеми за допомогою засобів, які, як правило, погіршують економічні проблеми інших країн.

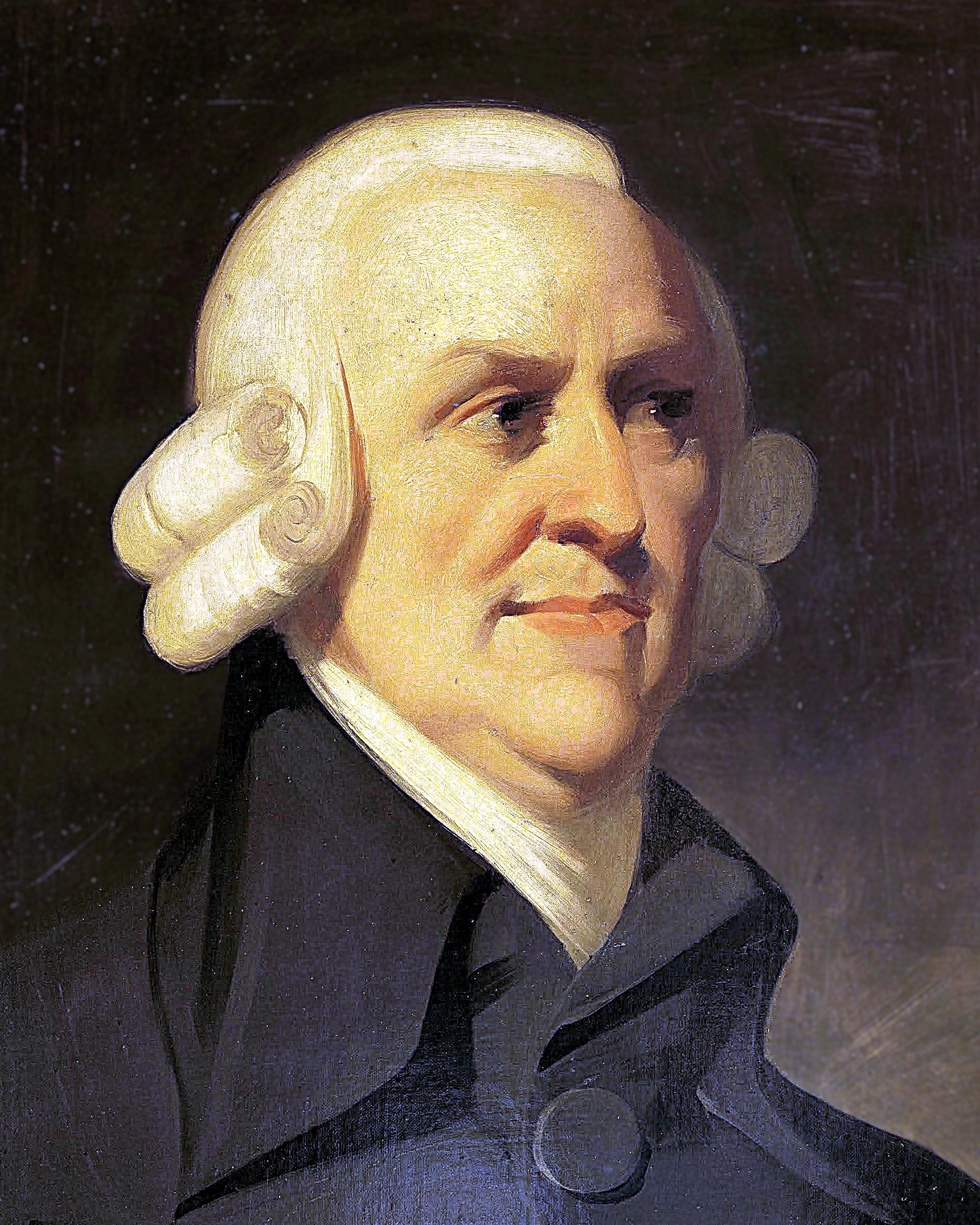
Адам Сміт, 1723—1790, один з засновників класичної економічної теорії.

Адам Сміт посилався на цей термін, стверджуючи, що меркантилістська економічна доктрина вчить нації, «що їхній інтерес полягає в тому, щоб зробити жебраками всіх своїх сусідів». Спочатку цей термін був розроблений для характеристики політики, спрямованої на те, щоб вилікувати внутрішню депресію та безробіття шляхом переміщення платоспроможного попиту з імпорту на товари вітчизняного виробництва або через тарифи та квоти на імпорт, або шляхом валютної війни. Цю політику можна пов'язати з меркантилізмом і неомеркантилізмом і, як наслідок, бар'єрами для паннаціональних єдиних ринків. За словами економіста Джоан Робінсон, під час Великої депресії 1930-х років у великих економіках широко застосовувалася політика «розори сусіда».
Алан Дірдорф проаналізував політику «розори сусіда» як приклад дилеми в'язня, відомої з теорії ігор: кожна країна окремо має стимул дотримуватися такої політики, тим самим погіршуючи становище всіх (включно з собою).
Розв'язання дилеми політики «розори сусіда» передбачає усвідомлення того, що торгівля не є грою з нульовою сумою, а навпаки, порівняльні переваги кожної економіки дають реальні вигоди від торгівлі для всіх.
На початку XX століття цей термін з'явився в назві однієї з економічних праць періоду Великої депресії:
- Gower, E. A., Beggar My Neighbour!: The Reply to the Rate Economy Ramp, Manchester: Assurance Agents' Press, 1932.

Ця фраза широко використовується, як можна побачити, в таких публікаціях, як The Economist і BBC News.

## Розширене застосування
Подібні стратегії «зроби сусіда жебраком» не обмежуються країнами: надмірний випас худоби є ще одним прикладом того, як переслідування окремими особами чи групами власних інтересів призводить до виникнення проблем. Такі прояви були названі «трагедією спільного» в есе 1833 року британського економіста Вільяма Форстера Ллойда, хоча описи подібних явищ з'являються ще в працях Платона та Арістотеля.
Така торговельна політика може призвести до торговельних війн між країнами. Ці торговельні війни базуються на аналізі теорії ігор з дилемою ув'язненого, розробленої на основі рівноваги Неша, в якій дві країни змагаються між собою за виробництво продукції на ринку. Виробництво вимагає субсидування експорту для того, щоб вітчизняна фірма могла захопити ринок, ефективно стримуючи конкуруючу компанію.
Уявіть собі дві компанії: Boeing та Airbus, одну американську, іншу європейську. Вони можуть або виробляти, або не виробляти. З матриці випливає, що якщо обидві вироблятимуть продукцію, то обидві втратять частку ринку (-5,-5), оскільки вони конкурують у галузі. Якщо вони обидві не виробляють (0,0), ніхто не виграє. Якщо один з них виробляє, а інший ні (100,0), то компанія-виробник захопить галузь і матиме 100 % частку (0,100).
Теорія ігор стверджує, що першопроходець, або початкова фірма в галузі, завжди виграє. Конкуруюча фірма не матиме стимулу виходити на ринок, якщо конкурент отримає перевагу, і, таким чином, буде стримуватись.
Однак, за умов проведення стратегічної торговельної політики, яка передбачає експортні субсидії, матриця змінюється, оскільки уряд бере на себе частину витрат, пов'язаних із захистом експорту. Матриця змінюється з (-5,-5) на (-5,20) на користь вітчизняної фірми, яка отримує субсидію. Це означає, що захищена фірма виграє в грі і захопить більшу частку ринку, оскільки субсидії обтяжують витрати, які в іншому випадку стримували б компанію. На цьому гра не закінчується, оскільки інша компанія, яку узурпують на другому ходу, сама стане захищеною за допомогою експортних субсидій, що призведе до торговельної війни між країнами. Отже, принцип «розори сусіда» є очевидним у торговельних війнах, оскільки він збільшує внутрішній добробут за рахунок країни-конкурента.

## Інше застосування
Цей термін також використовується як назва низки літературних творів:
- Gerard, Emily and Gerard, Dorothea, Beggar My Neighbour: A Novel, W. Blackwood and Sons (Edinburgh), 1882.
- Drew, Sarah, Beggar My Neighbour, J. M. Ousley & Son (London), 1922.
- Fielden, Lionel, Beggar My Neighbour, Secker and Warburg (London), 1943.
- Ridley, Arnold, Beggar My Neighbour: A Comedy in Three Acts, Evans Bros. (London), 1953.
- Macelwee, Patience, Beggar My Neighbour, Hodder and Stoughton (London), 1956.